# Saldula saltatoria
Saldula saltatoria, auch als Gemeiner Hüpferling und Gemeine Springwanze bezeichnet, ist eine Wanzenart aus der Familie der Uferwanzen (Saldidae).

## Merkmale
Die Wanzen werden 3,4 bis 4,5 Millimeter lang. Sie ist schwer von anderen, nahe verwandten Arten der Gattung Saldula zu unterscheiden. Saldula saltatoria trägt am Costalrand der Hemielytren zumindest zwei blasse Flecken, insgesamt ist die Färbung der Hemielytren aber sehr variabel. Auf den Schienen (Tibien) der Vorderbeine befindet sich mittig ein dunkler Strich, der jedoch nicht mit der dunklen Basis und dem Apex der Schienen verschmolzen ist, wie dies etwa bei Saldula palustris der Fall ist. Die Seiten des Pronotum sind deutlich nach außen gebogen. Meistens sind die Imagines submakropter, sie haben also leicht verkürzte Flügel. Nur selten treten makroptere Individuen, mit voll entwickelten Flügeln auf. Tiere aus höheren Lagen haben in der Regel eine dunklere Färbung, als solche aus tieferen Lagen.

## Vorkommen und Lebensraum
Die Art ist holarktisch verbreitet. Sie ist in Mitteleuropa die häufigste Art der Uferwanzen, weit verbreitet und tritt meist in großer Zahl auf. Besiedelt werden die Ufer von Süßgewässern, von Kleinstgewässern bis zu großen Seen und Flüssen. Man findet die Art aber auch am Rand von Salzgewässern und in Hochmooren, außerdem in weniger feuchten Lebensräumen wie locker bewachsenen Ruderalfluren, auf Brachen und Äckern. In den Alpen steigt sie bis etwa 2000 Meter Seehöhe.

## Lebensweise
Wie alle Uferwanzen ernährt sich Saldula saltatoria räuberisch. Pro Jahr treten abhängig von Lebensraum und Wetterbedingungen eine bis zwei Generationen auf. Die Weibchen legen ihre Eier ab April in feuchten Schlamm oder zwischen abgestorbenen Pflanzenteilen ab. Die Überwinterung erfolgt als adultes Tier nahe der bewohnten Gewässer in Grashorsten und Moos, seltener auch in lockerem, trockenem Bodenstreu an Waldrändern, in Heiden oder auf Ruderalflächen. Die Wanzen fliegen teilweise sehr weit, um letztere Überwinterungsplätze zu finden.

## Belege